# أوسكار كوروتشانو
أوسكار كوروتشانو (من مواليد 6 سبتمبر 1976) هو لاعب كرة قدم ألماني وإسباني سابق وهو مدرب حالي.

## مهنته كمدرب
من عام 2006 إلى عام 2012 كان مديرًا للعديد من فرق الشباب في أينتراخت فرانكفورت.  في 15 يونيو 2012 ، تم تعيين Corrochano مدربًا رئيسيًا لـ SSV Jahn Regensburg في 2. الدوري الألماني ولكن تمت إقالته في 4 نوفمبر 2012 نظراً لعدم النجاح. في 4 أكتوبر 2016 ، أصبح مديرًا لشركة آينتراخت تخاير.    في 15 يوليو 2017 ، تم تعيينه كمدرب رئيسي لفريق سبورتفغوند لوتا.  ولكنه غادر بعد 12 يومًا فقط. 

## روابط خارجية
- Oscar Corrochano على بيانات كرة القدم. دي إي باللغة الألمانية